# ISO 3166-2:IE
Die Liste der ISO-3166-2-Codes für die Republik Irland enthält die Codes für die 4 Provinzen und 26 Grafschaften (counties).

Die Codes bestehen aus zwei Teilen, die durch einen Bindestrich voneinander getrennt sind. Der erste Teil gibt den Landescode gemäß ISO 3166-1 (für die Republik Irland IE), der zweite den Code für die ehemalige Provinz und die Grafschaft wieder.
Die aktuellen Codes stehen auf der Seite der ISO unter #iso:code:3166:IE zur Verfügung.

Dieser Code besteht bei Irland entweder aus einem oder aus zwei Buchstaben.

## Kodierliste

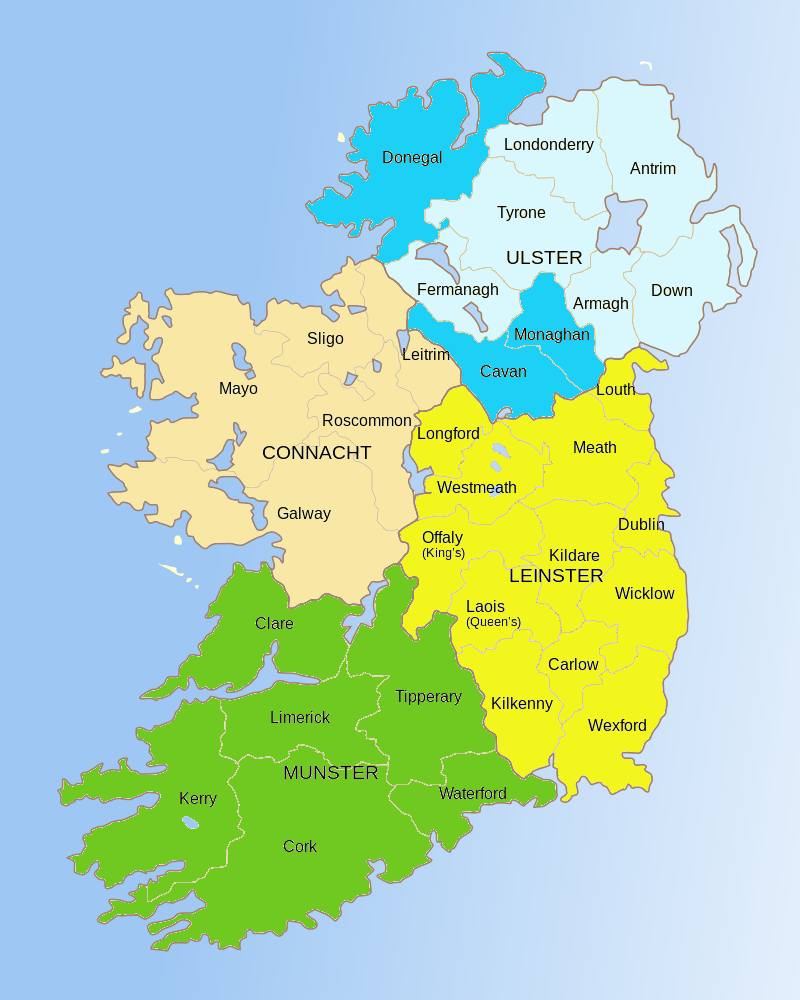

### Ehemalige Provinzen
| Grafschaft | Code | Anmerkung                                                                                  |
| ---------- | ---- | ------------------------------------------------------------------------------------------ |
| Connacht   | IE-C |                                                                                            |
| Leinster   | IE-L |                                                                                            |
| Munster    | IE-M |                                                                                            |
| Ulster     | IE-U | nur für den Teil in der Republik Irland; für die Codes von Nordirland siehe ISO 3166-2:GB. |

### Grafschaften
| Grafschaft | Code  |
| ---------- | ----- |
| Carlow     | IE-CW |
| Cavan      | IE-CN |
| Clare      | IE-CE |
| Cork       | IE-CO |
| Donegal    | IE-DL |
| Dublin     | IE-D  |
| Galway     | IE-G  |
| Kerry      | IE-KY |
| Kildare    | IE-KE |
| Kilkenny   | IE-KK |
| Laois      | IE-LS |
| Leitrim    | IE-LM |
| Limerick   | IE-LK |
| Longford   | IE-LD |
| Louth      | IE-LH |
| Mayo       | IE-MO |
| Meath      | IE-MH |
| Monaghan   | IE-MN |
| Offaly     | IE-OY |
| Roscommon  | IE-RN |
| Sligo      | IE-SO |
| Tipperary  | IE-TA |
| Waterford  | IE-WD |
| Westmeath  | IE-WH |
| Wexford    | IE-WX |
| Wicklow    | IE-WW |